# Jardim Emburá
O Jardim Emburá, também conhecido como Imbura é um bairro rural da cidade de São Paulo pertencente ao distrito de Engenheiro Marsilac, extremo sul do município. Possui faixas de CEPs 04891-000, 04893-000 e 04894-000.
A região possui um clima de serra, pois também se localiza perto da Serra do Mar, com isso as temperaturas médias são inferiores em relação ao centro de São Paulo e conta com alta umidade.
O bairro conta com a Escola Hilton Reis Santos, de Ensino Fundamental e Médio e uma unidade básica de saúde, além de um posto do SAMU, três mercados, uma casa de materiais de construção, bazar e diversas chácaras pela estrada da Ponte Alta e estrada Benedito Schunck.
Possui também a Igreja Católica da paróquia Divino Espírito Santo, que é administrada pelo Instituto do Verbo Encarnado, onde está localizado também o Noviciado Santo Antônio Galvão (é uma casa de formação destinada aos primeiros contatos do candidato a vida religiosa e ao sacerdócio no Instituto).
Nos limites do bairro, mais precisamente no Vale do Rio Branco, se encontra uma parte da Terra Indígena do Rio Branco, nesta região se localiza a divisa com os municípios de Itanhaém e São Vicente, é considerado o único trecho do território do município de São Paulo praticamente a nivel do mar, estando apenas a aproximadamente 100 metros de altitude. É uma região de dificil acesso pois está localizada entre a Serra do Mar e a Serra do Guaperuvu.
Até 1944 a região que abriga este bairro pertencia ao Município de São Vicente, pois seus limites até então chegavam ao alto da Serra do Mar, mais especificamente até a Estação Evangelista de Souza do ramal Mairinque-Santos. Após esse ano o bairro foi anexado ao Distrito de Marsilac, passando a pertencer a capital paulista.

## Limites
- Norte: Distrito de Parelheiros
- Sul: Municípios de Itanhaém e São Vicente
- Leste: Bairros Marsilac e Barragem e o município de São Bernardo do Campo
- Oeste: Distrito de Cipó-Guaçu (município de Embu-Guaçu)